# آشپزی اردنی

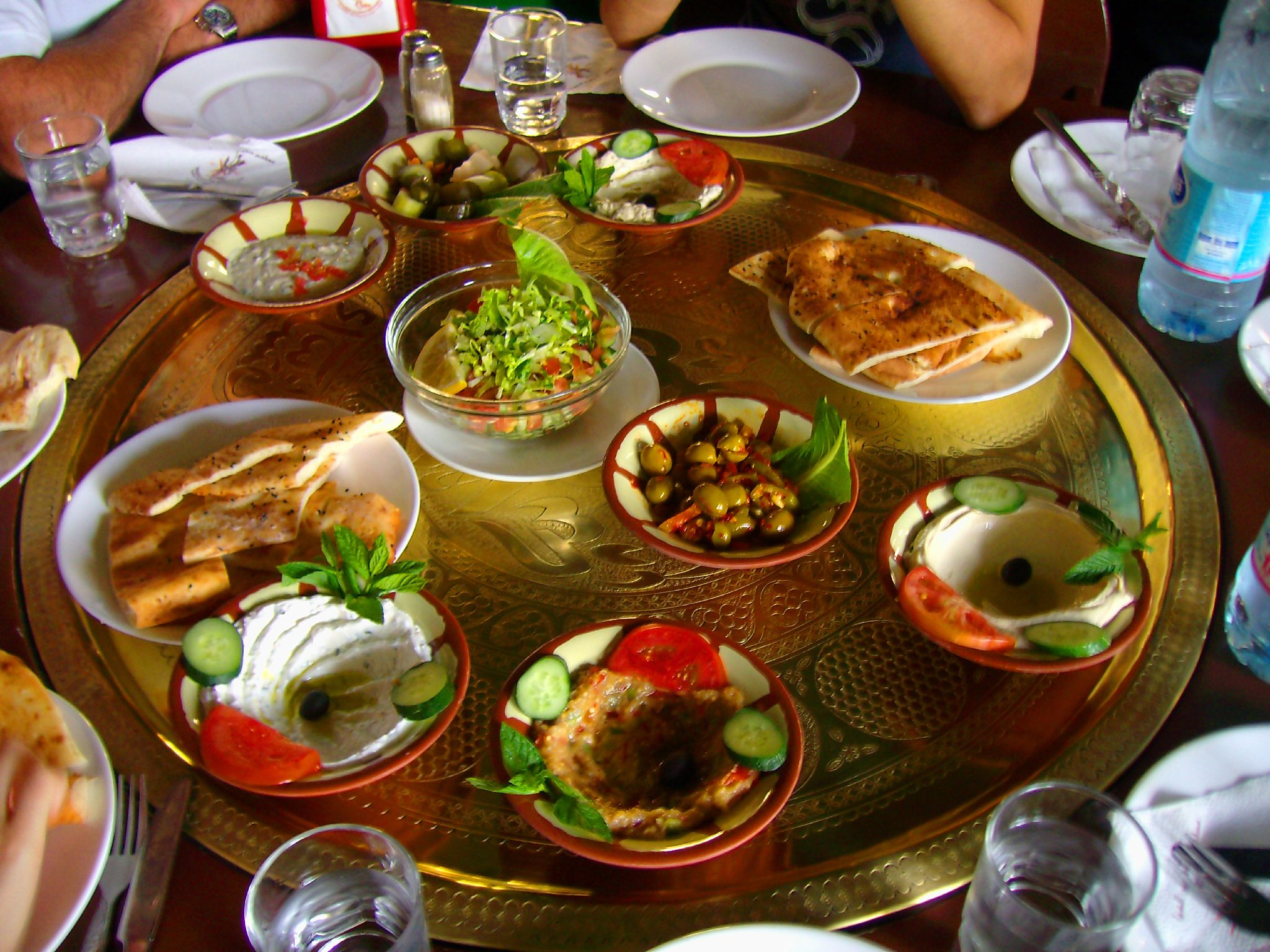
یک بشقاب بزرگ از مزه (mezze) اردنی در شهر پترا، اردن.

آشپزی اردن سبک سنتی آماده‌سازی مواد غذایی نشات گرفته از روش آشپزان اردنی یا روش استفاده معمول در اردن است که در طی قرن‌های متمادی از تغییرات اجتماعی و سیاسی توسعه یافته‌است.
طیف گسترده‌ای از تکنیک‌های موجود در آشپزی اردنی مورد استفاده قرار می‌گیرد، اعم از تنوری کردن، تف دادن و کباب کردن با چاشنی سبزیجات (هویج و برگ‌ها، بادمجان و غیره), گوشت و مرغ. همچنین یک زوش متداول در غذاهای اردنی برشته کردن یا تهیه غذاها با انواع سس‌های مخصوص است.
به عنوان یکی از بزرگترین تولیدکنندگان زیتون در جهان  روغن زیتون اصلی تربن روغن پخت‌وپز در اردن است. سبزیها، سیر، پیاز، سس گوجه فرنگی و لیمو ترش از طعم‌هایی هستند که معمولاً در غداهای اردن یافت می‌شوند. ترکیبی از ادویه جات ترشیجات به نام za'atar  شامل یک گیاه محلی معروف به نام سماقاست. سماق یک گیاه وحشی است که در غذاهای اردن و کشورهای همسایه و نزدیک به آن در منطقه مدیترانه استفاده می‌شود.